# Francouzské království
Francouzské království (francouzsky Royaume de France, středofrancouzsky Reaume de France, starofrancouzsky Royaulme de France) byl mocný stát v západní Evropě pod vládou rodu Kapetovců v letech 987 až 1793 a poté 1815 až 1848. Francouzské království bylo nástupcem Západofranské říše a předchůdcem dnešní Francie.

## Historie

### Dědictví franské říše
Francouzské království navazuje na tradici franské říše založené roku 481 franským králem Chlodvíkem. Francouzští králové se i po roce 987 nazývali rex Francorum, „král Franků“ a teprve od sjednocení Francie za Filipa Augusta (1180–1223) se prosadil titul rex Franciae, „král Francie“, v doslovném původním významu „král země Franků“.
Jako první udělal z Paříže hlavní město království Chlodvík po dobytí Syagriovy říše. Francouzské královské pohřebiště v bazilice Saint-Denis u Paříže bylo založeno králem Dagobertem I. († 639). Posvátný, náboženský charakter korunovace francouzských králů (konsekrace) se datuje od Pipina Krátkého, který se nechal korunovat a pomazat biskupy v Soissons roku 751 a znovu roku 754 v Saint-Denis papežem Štěpánem II., aby pomohl legitimizaci svržení dynastie Merovejců. Zvyk korunovace francouzských králů v katedrále v Remeši zavedl Ludvík Pobožný roku 816 jako připomínku, že na jejím místě byl biskupem Remigiem pokřtěn král Chlodvík.

### Západofranská říše (843–987)
Dějiny Francie jako jednotného státu začínají roku 843 rozdělením Franské říše verdunskou smlouvou. Synové císaře Ludvíka I. Pobožného rozdělili Franskou říši na východní, střední a západní část. Prvním králem Západofranské říše, jejíž kořeny sahaly k někdejším územím Neustrie a Austrasie, byl Karel II. Holý. Tu je možné považovat za základ dnešní Francie. Část společnosti se však hlásila a hlásí už k prvnímu franskému králi Chlodvíku I. jakožto k zakladateli fr. státu.
Zprvu jednotná říše se brzy rozpadá na jednotlivé domény: vévodství Frankie, Akvitánie (Guyenne), Gaskoňsko, Bretaň a Normandie, hrabství Champagne, hrabství Toulouse, Barcelona, Flandry, jakož i markrabství Gothie. Původně bylo království ve Francii rozděleno mezi všechny syny. K tomuto pravidlu se zpočátku přihlíželo i ve třech franských říšských částech. To se však již brzy změnilo a došlo k dělení podle státní identity na západě, východě a také v Itálii. Severní část střední říše, Lotharingie resp. tehdy již vévodství lotrinské, přitom byla definitivně připojena k východní říši (roku 925). S těmito změnami bylo spojeno i s dynastickými změnami, zavedením nových názvů říší, jakož i změnou dědičné monarchie ve volební. Díky praxi, kdy byli korunováni jako panovníci synové ještě za života otců a podíleli se na výkonu moci, byl v Západo- a Východofranské říši rozhodující dynastický původ. Na rozdíl od Východních Frank/Německa, kde Karlovci roku 911 vymřeli a během celého středověku po sobě nikdy nenásledovalo více než pět nepřerušených generací panovníků jedné dynastie, hrály v Západních Frankách/Francii dynastická kontinuita a rodové právo až do 19. století významnou roli, a králové docílili na počátku 13. století dokonce zřízení dědičné monarchie.
Zpočátku měly Západní Franky v rámci karolinské říše silnou pozici. Karel II. Holý získal Itálii a roku 875 byl korunován císařem. Vinou brzké smrti jeho syna a obou vnuků se však říše rozpadla: roku 877 vznikly Dolní Burgundy a roku 888 Horní Burgundy, samostatná království (později sloučená do Arelatska); rovněž vláda v Itálii byla neudržitelná. V roce 880 muselo být upuštěno od nároku na Lotharingii, ta posléze připadla východofranské říši. V letech 885–887 byl původně východofranský král a císař Karel III. Tlustý vládcem rovněž říše západofranské. Pro svou pasivitu vůči normanské hrozbě byl však říšským sněmem v Triburu donucen odstoupit a v roce 888 byl v osobě hraběte Odona Pařížského zvolen první vzdorokrál. Karlovci se sice v Západních Frankách udrželi ještě sto let, nicméně moc už v té době měli v rukou Robertovci, potomci Odonova bratra Roberta.

### Počátek vlády Kapetovců (987–1328)

Francouzské království roku 1477

Jeden z Robertovců, vévoda Hugo, zvaný Kapet („Čapka“, „Pláštík“), byl barony zvolen králem Franků a stal se zakladatelem dynastie, která definitivně vystřídala na trůnu Karlovce. Po celý život byl ve vleku mocné šlechty (řada jeho nominálních leníků měla mnohonásobně větší území a moc než on), politicky takřka bezmocný. Jeho třem nástupcům (Robert II., Jindřich I. a Filip I.) se jen pomalu dařilo upevnit královskou moc a zvolna ji rozšiřovat za hranice původně malé královské domény (Île-de-France, Francouzský ostrov).
Mocenský vzestup Kapetovců začíná Ludvíkem VI. Tlustým, jenž se v severní části země prosadil už jako skutečný suverén. Zavedením lenního práva a privilegováním měst mohl začít postupný proces upevňování koruny na náklady nižší šlechty. Francouzská národní hrdost a uvědomění se zformovaly v 1. čtvrtině 12. století, zejména během hrozícího vpádu římského císaře Jindřicha V. (1124) a během 2. křížové výpravy, po níž se francouzští rytíři začali považovat za „vyvolené nástroje Boží“. Ludvík navázal své království těsně na papežství, což v následujících staletích velmi pomohlo prestiži a moci Francie. Jeho kancléř a pravá ruka, cisterciácký opat Suger, se stal rozhodujícím tvůrcem správního a daňového systému země a propracované státní ideologie. Jeho přestavba chrámu v Saint-Denis (starém pohřebišti franských a francouzských králů) představuje počátek gotického slohu, jenž bude po následujících 250 let dominovat evropské architektuře.
Kapetovci postupně upevňovali svou moc, např. Filip IV. Sličný, čímž se Francie ve 12. století stala centralizovaným státem.
Král Filip IV. byl panovník neobyčejně silný a mocný, ale vedl poměrně agresivní politiku, dostával se do sporů s různými vrstvami obyvatel: sužoval prostý lid daněmi, aby měl prostředky na válku s Anglií (spory o území při pobřeží Atlantiku), doloval peníze z italských bankéřů a když nebyl schopen své dluhy splácet, vyhostil je ze země, zadlužoval se u Židů, místo splácení pak dělal pogromy, dluhů u templářů se zbavil tak, že přinutil papeže, aby řád obvinil z kacířství a zrušil. Svou moc Filip posiloval také na úkor církve, odebral jí desátky, které napříště šly do královské pokladny. Papež Bonifác VIII. nechtěl nic takového připustit, dostali se do sporu, Filip papeže urazil, papež zemřel, na jeho místo byl zvolen Kliment V.(bývalý arcibiskup z Bordeaux), na nátlak krále se usadil v Avignonu, období 1309–1378 bývá nazýváno Avignonským zajetím papežů, hlava církve podléhala vlivu francouzského krále. Filip IV. také založil generální stavy, sněm zástupců měst, církve a šlechty, které hrály důležitou roli v dalších dějinách Francie.
Filipovým nástupcem byl jeho syn, Karel IV., ten umírá roku 1328 a jeho smrtí končí vláda přímé linie Kapetovců. Po jeho smrti došlo ke střetům o francouzský trůn, které v roce 1337 přerostly ve stoletou válku.

### Stoletá válka

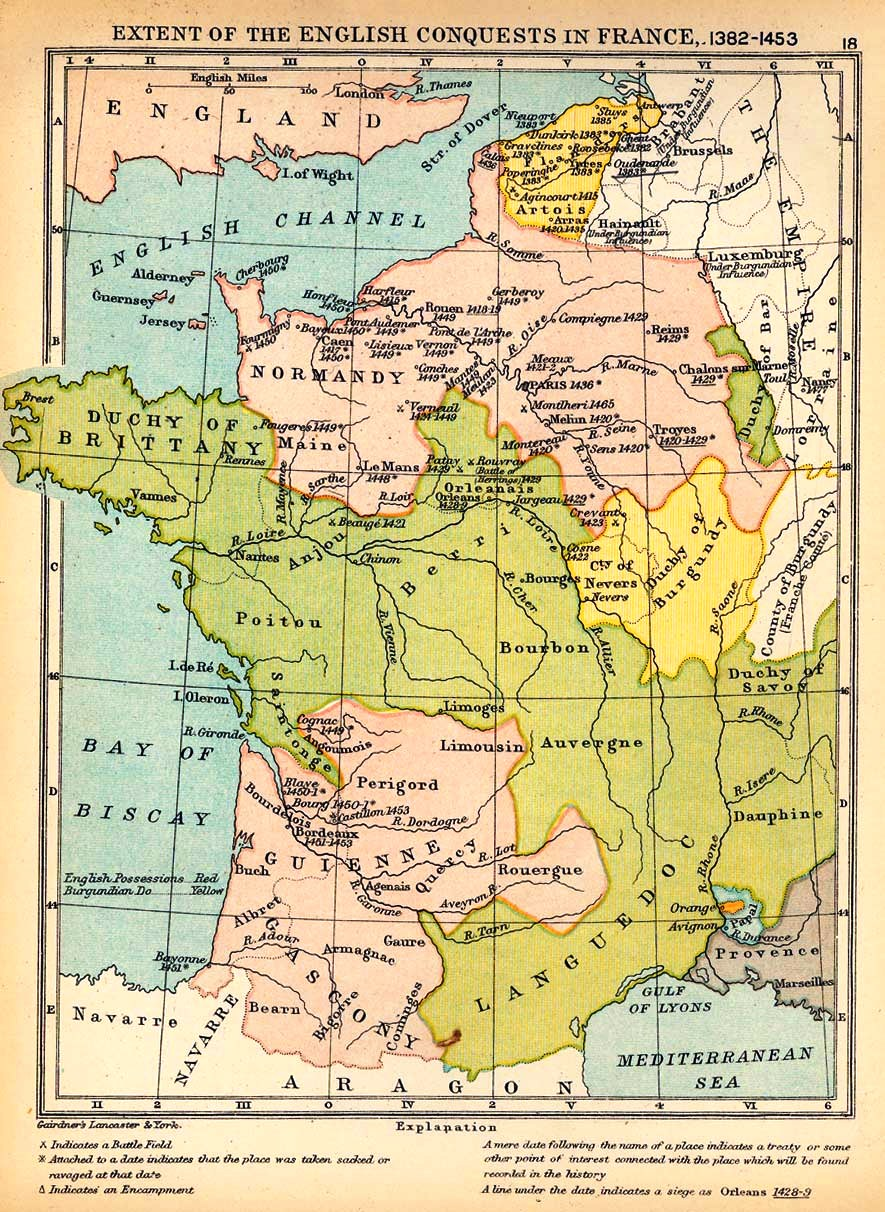
Stoletou válkou rozdělená Francie v roce 1382

Stoletá válka byla válka mezi Anglií a Francií v letech 1337–1453, jejíž hlavní příčinou byl spor o nadvládu ve Flandrech a jihozápadní Francii a záminkou neuznání nástupnictví Edvarda III. na francouzský trůn. Pro zpřehlednění se průběh války tradičně rozděluje do tří etap, ale toto rozdělení není chápáno nijak dogmaticky (jde o to, kdo měl v dané etapě převahu, jakým způsobem byla válka vedena; etapy jsou od sebe odděleny důležitými mírovými ujednáními).

#### První etapa
Na počátku konfliktu se Anglie (kterou vedl král Eduard III.) snažila především o posílení svého obchodního postavení ve Flandrech, které byly paradoxně jejími spojenci, a udržení svých držav ve Francii. Na straně Francie (král Filip VI. Francouzský) stálo Skotsko. Anglii se dařilo především v námořních bitvách (Bitva u Sluis v roce 1340 jí zajistila dlouhodobou kontrolu nad kanálem La Manche), avšak v roce 1346 porazila francouzské vojsko v bitvě u Kresčaku. V roce 1347 Angličané dobyli město Calais. A přestože téhož roku byl uzavřen mír (v jehož průběhu nastoupil na francouzský trůn král Jan II.), už za osm let válka znovu započala a Francouzi byli roku 1356 poraženi v bitvě u Poitiers. V nastalých zmatcích se vlády chopil Karel V., který zlikvidoval odpor vzbouřené Paříže a v roce 1360 uzavřel mír v Brétigny, jímž první etapa války skončila. Král Edward III. se zřekl francouzské koruny a Flandry zůstaly v moci Francie. Většina francouzského území však nadále patřila Anglii.

#### Armády
Francouzská vojska sestávala ze šlechtické jízdy; šlechta odmítala pouštět do bitvy měšťany a žoldnéře. Naproti tomu armáda anglická disponovala skvělou jízdou a výbornými lučištníky z Walesu, kteří mohli francouzské jezdce postřílet dříve, než stihli použít svá dlouhá kopí. Navíc byla anglická armáda mnohem disciplinovanější (francouzské rytířstvo totiž často neuposlechlo rozkazy, vyjeli jinam než jim bylo přikázáno, nebo nevyjeli vůbec, což velmi narušovalo celistvost armády), velkým důkazem jejich svéhlavosti jsou následky bitvy u Kresčaku, francouzská bojová šlechta si nedokázala přiznat, že by je porazili neurození lučištníci a rozhodujícím faktorem určili anglické rytíře sesednuvší z koně (aby mohli lépe bránit právě lučištníky) a hned do další bitvy vyrazilo francouzské rytířstvo do boje pěšmo.

#### Konec války
Válka skončila v podstatě vítězstvím Francouzů. Angličané totiž ztratili všechna francouzská území, která před válkou vlastnili, kromě Calais a Normanských ostrovů, což učinilo z Anglie ostrovní stát, neboť ještě před začátkem války jim patřila celá Normandie.

### Na počátku novověku
Ze stoleté války vyšla Francie jako vítěz a do novověku tak vstoupila jako velmoc. V této době se začalo posilovat postavení panovníka a upevnilo se státní zřízení. Feudální režim ve Francii začala pozvolna nahrazovat centralizovaná vláda soustřeďující se kolem absolutisticky vládnoucího dvora. Během tohoto období se Francie postupně proměnila z feudálního státu středověkého typu ve vysoce centralizovanou monarchii s mocnou absolutistickou vládou soustředěnou v rukou krále, opírajícího se o mohutný úřednický aparát, silné vojsko a církev.

### Italské války a habsburské nebezpečí

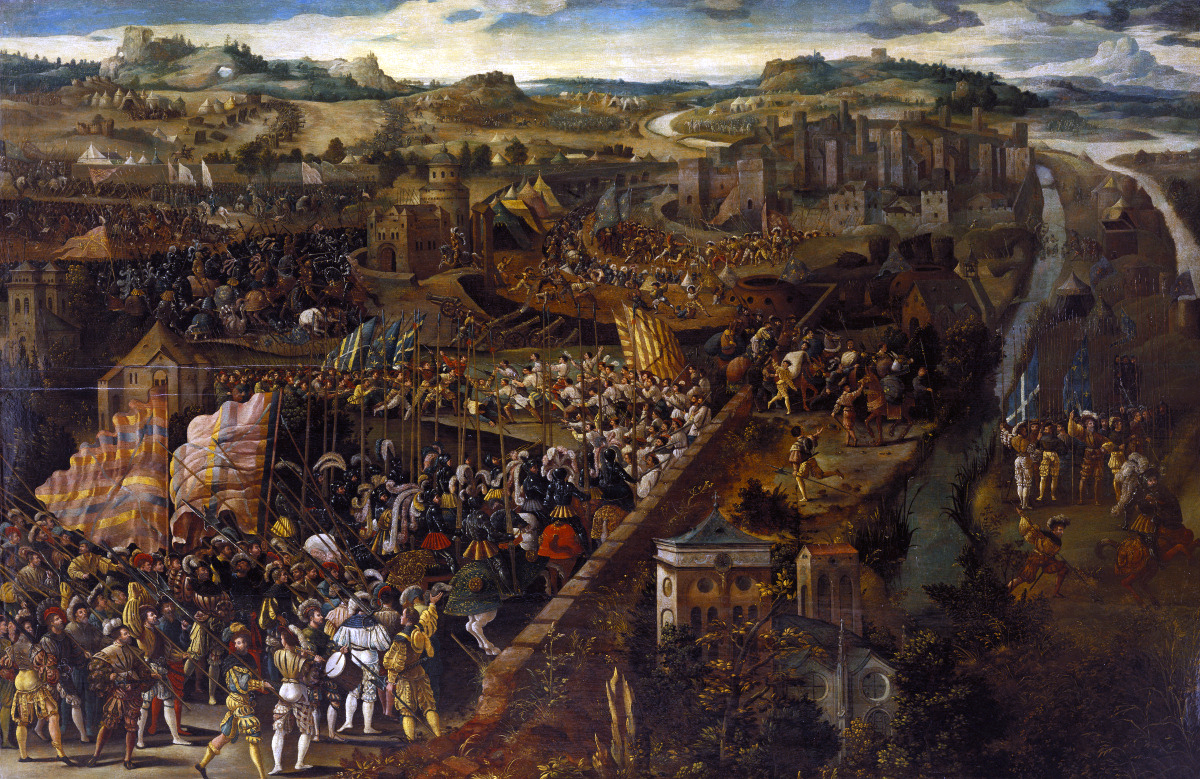
Italské války: Bitva u Pavie

Karel V. Habsburský v bitvě u Mühlbergu, Tizian, 1548

Celé první polovině 16. století dominují války o Itálii. Tyto války byly vyvolané sporem o nástupnictví v království Neapolském a vévodství Milánském, Francie tu válčila zejména se Španělskem, ale i se samotnými italskými městy. Francie měla o posílení moci v Itálii zájem z několika důvodů; předně italská města byla velice bohatá a kulturně vyspělá, navíc jejich získání by umožnilo postavit se rozpínavosti Španělska a Habsburků. Neapol i Milán Francouzi několikrát získali a několikrát zase ztratili. Po 60 letech vyčerpávajících válek se nakonec roku 1559 mírem v Cateau-Cambrésis jakýchkoliv snah o ovládnutí Itálie vzdali (království Neapolské získali španělští Habsburkové).
Právě Habsburkové se v 16. století stali pro Francii největším nepřítelem. V předchozích letech totiž nebývale vzrostla jejich moc; od roku 1437 prakticky bez přestání drželi císařskou korunu Svaté říše římské, roku 1477 navíc pronikli do západní Evropy a těsného sousedství Francie, když Maxmilián I. získal sňatkem s Marií Burgundskou nejen Burgundsko, ale taktéž Lucembursko a celé Nizozemí (tedy i území dnešní Belgie). Sňatkem Filipa I. Sličného Habsburského s Johanou Šílenou Kastilskou navíc Habsburkové získali Španělsko a jeho zámořské kolonie. Syn Filipa a Johany – Karel V. Habsburský – se tak stal zdaleka nejmocnějším monarchou Evropy 16. století. A Francie se octla v habsburském obležení – na francouzské severní a západní hranici ovládali Habsburkové Burgundsko, Nizozemí a Německo, na jihu Španělsko.

### Renesanční Francie a upevnění panovnické moci

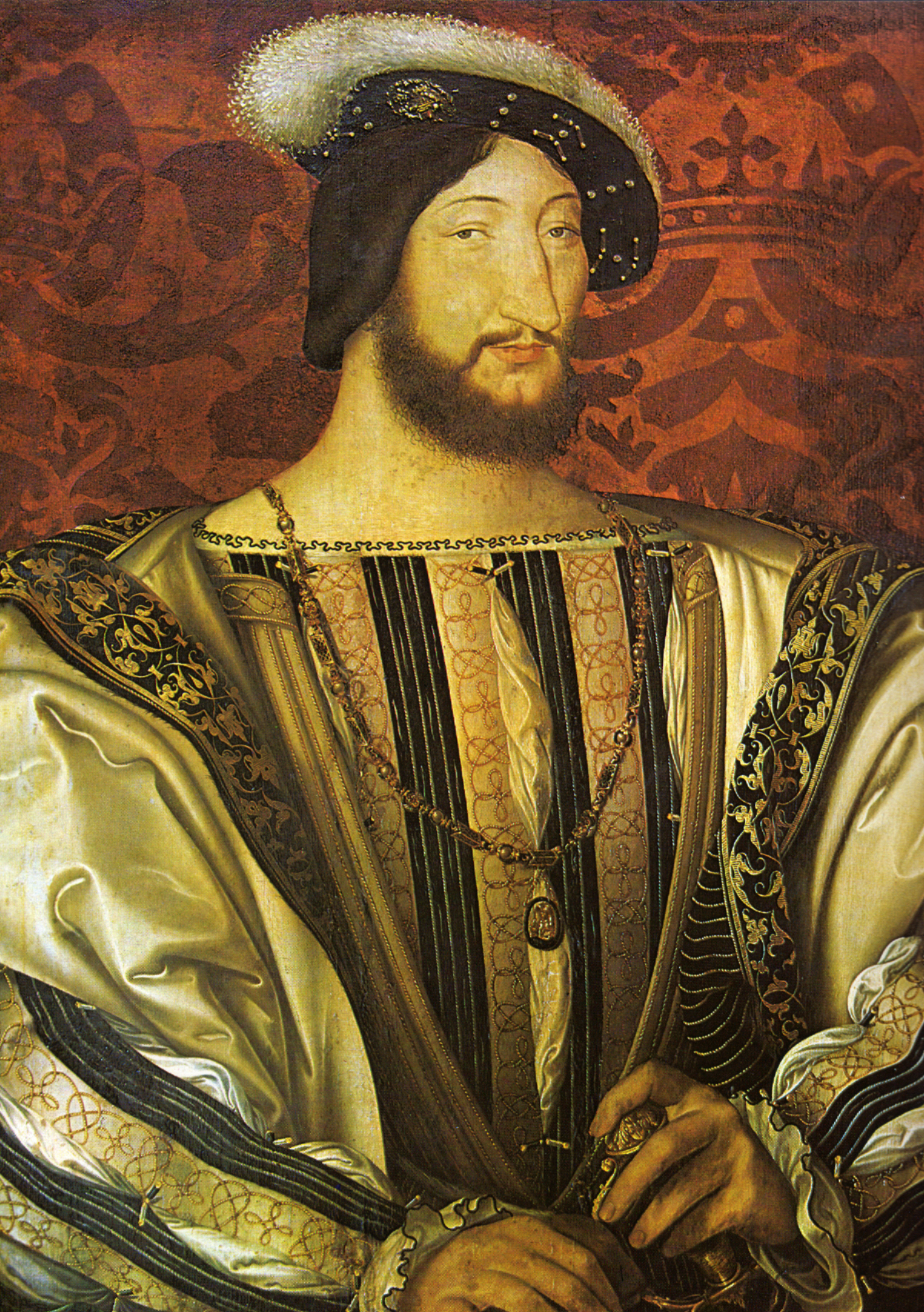
František I. od Cloueta

Spolu s francouzskými zásahy v Itálii do Francie dorazila renesance. Ztělesněním rozkvětu a moci Francie v této době se stal král František I. (François Ier). Všichni životopisci Františka I. zdůrazňují, že podporoval umění, udržoval přepychový dvůr a posiloval moc krále. A přitom rozhodně nezapomínal na zahraniční politiku. Po celý život byl rivalem španělského krále a německého císaře Karla V., s nímž se utkal v četných válkách o Apeninský poloostrov a na němž získal zpět Burgundsko. Právě války o Itálii se Španělskem dominovaly celé jeho vládě. Humanisty byl František milován, do úst mu vložili slova: „Nevzdělaný král je korunovaný osel.“, opěvována byla jeho pěkná postava, hlas, výřečnost a šarm.

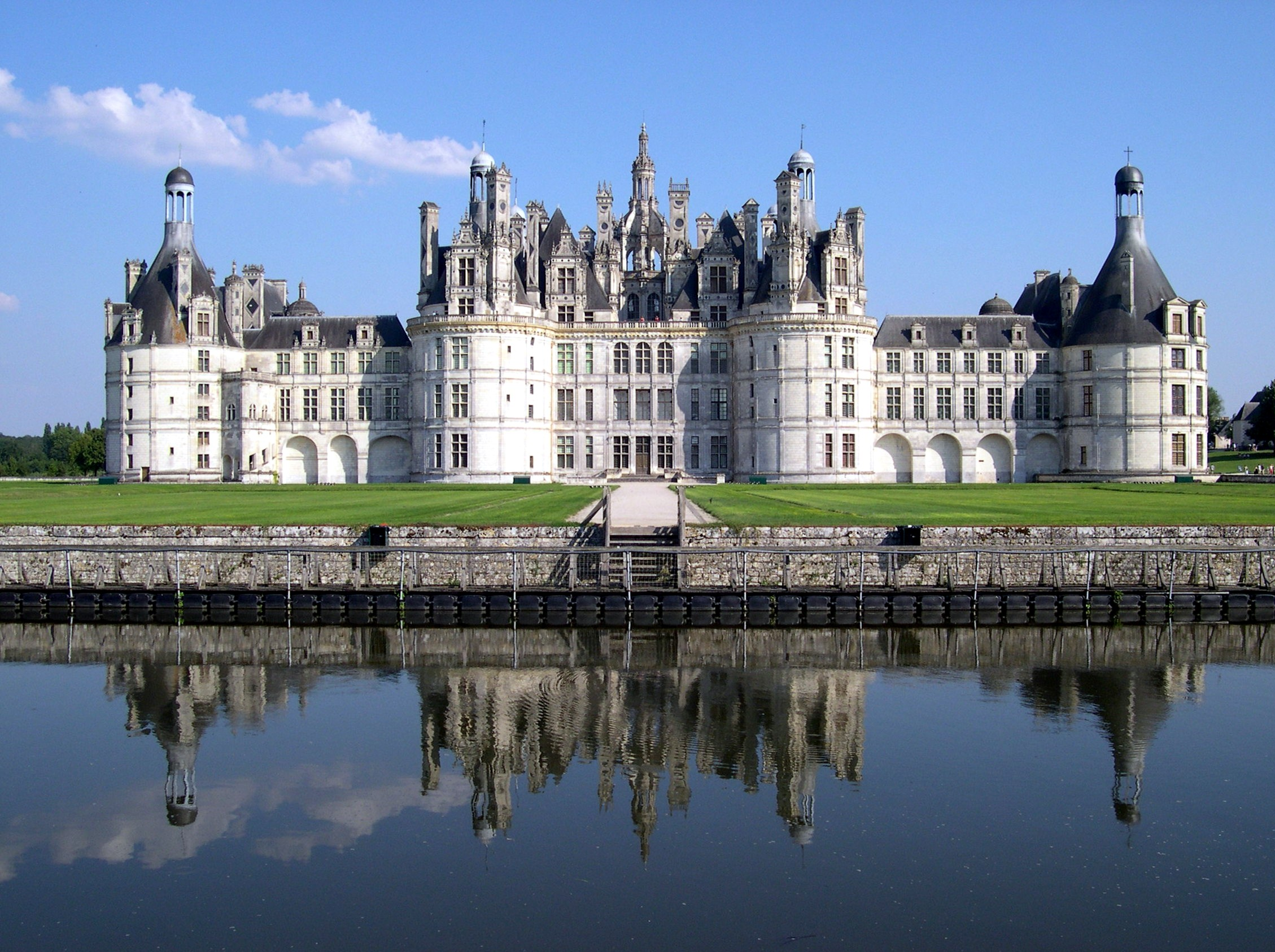
zámek Chambord na Loiře

František neměl žádnou stálou rezidenci, místo toho brázdil spolu se svým kočujícím královstvím Francii. Ačkoliv byl tento typ řízení státu v tehdejší době obvyklý, ukazuje také na nedostatečnou funkci Paříže jako hlavního města. Jelikož však Františkův dvůr byl obrovský a přepychový (a v celé tehdejší Evropě neměl obdoby), a jeho neustálé stěhování se dosti prodražovalo, František započal se stavbou královských rezidencí; vznikly tak opěvované zámky na Loiře (Chambord, Chenonceau, Blois), zámek Fontainebleau a František také nechat několikrát přebudovat pařížský Louvre.
Na Františkově dvoře se plně rozvinula renesanční a manýristická kultura; působili tu básníci Pierre de Ronsard, Michel de Montaigne či François Rabelais, František sem pozve Leonarda da Vinci, Michelangela, Rafaela a Tiziana.
Za Františkovy vlády Verrazano a Jacques Cartier objevili pro Francii Kanadu; ve Francii se také začal rozvíjet obchod (v Lyonu je založena první burza).
Avšak ta obrovitá sláva Františkova dvora a namáhavé války v Itálii měly také svou odvrácenou stranu. Za Františkovy vlády se Francie nesmírně zadlužila, a tak rostly daně, ceny a nespokojenost lidu. A v té době do Francie pronikla reformace.

### Velké století

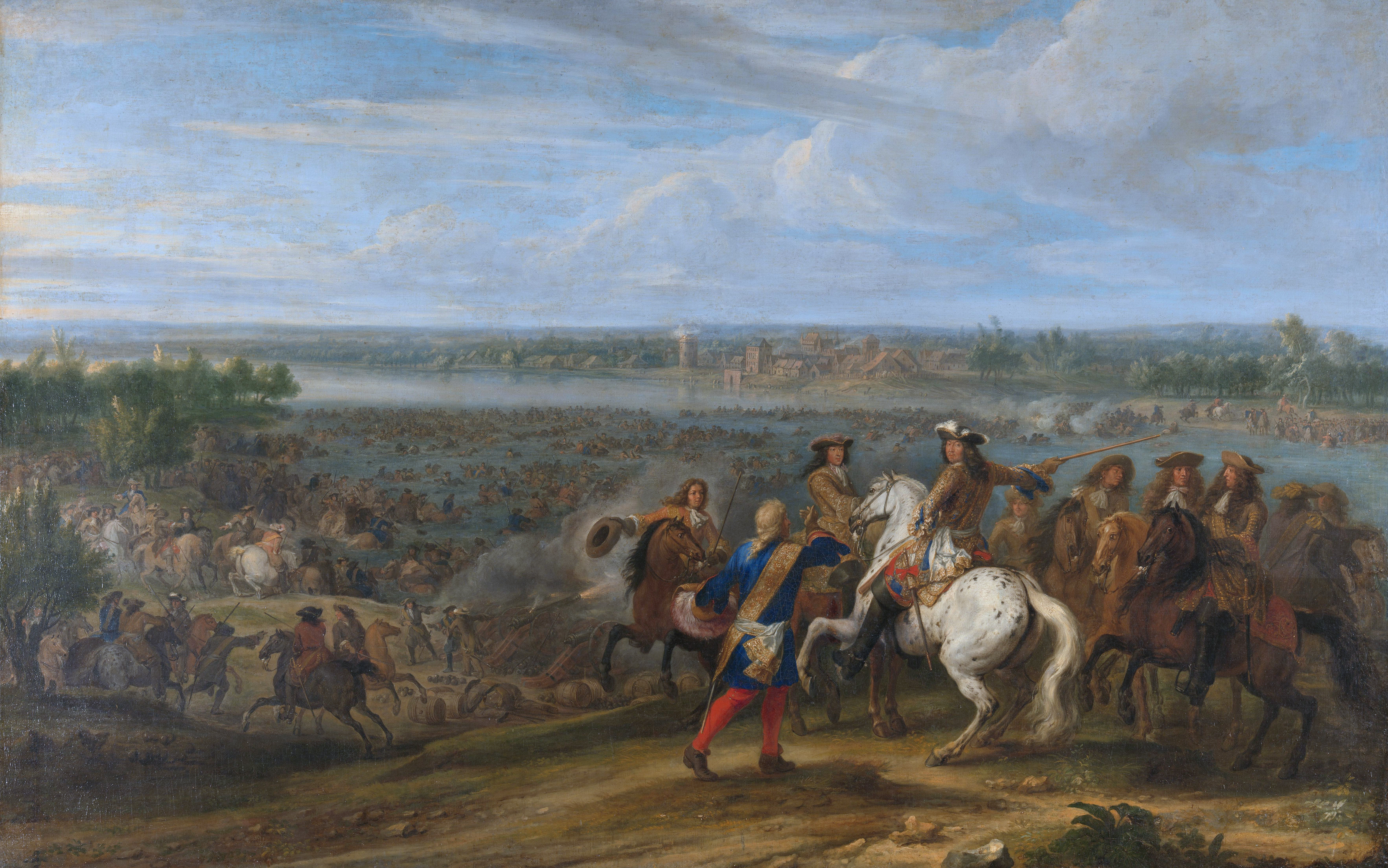
Ludvík XIV. překračuje Rýn během francouzské invaze do Nizozemí roku 1672

Za Ludvíka XIV. Velikého (1638–1715) se francouzské hospodářství slibně rozvíjelo, navzdory tomu se však situace prostého obyvatelstva příliš nezlepšovala. Ačkoliv Francie představovala jednu z nejbohatších zemí světa, nedokázala plně uspokojit potřeby svého panovníka, který neustále trpěl nedostatkem financí, které potřeboval jak na své honosné stavby, tak zejména na válečné účely. Smrtící se pro stát ukázaly dvě věci: stavba a následný provoz zámku ve Versailles a ne příliš úspěšné války o dědictví španělské, v níž se střetl s koalicí Velké Británie, Svaté říše římské národa německého a rakouských Habsburků. Výsledkem bylo obrovské zadlužení země, které vyústilo za vlády Ludvíka XV. ve všeobecný úpadek, který se ještě prohloubil za Ludvíka XVI. (1774–1792). Nastaly hospodářské problémy. Většina obyvatel se živila zemědělstvím, nejvíce lidí žilo na venkově (20 milionů obyvatel, tedy asi 4/5). Půda byla drahá. Rolníci i velkostatky měly jen malé výnosy a cena potravin stoupala. Těsně před revolucí tvořili 1/5 národa žebráci. Řemeslo bylo řízeno cechy. Ozývaly se hlasy po jejich zrušení, někteří řemeslníci chtěli vyrábět svobodně. Průmyslníci se zasazovali o právo na svobodné podnikání. Obchod se nejvíce vyplácel na pobřeží, protože se platilo vnitřní clo. Ani obchodníci na pobřeží ale nebyli spokojeni.
Od dob Ludvíka XIV. vládl francouzský panovník absolutisticky, jeho moci byl přisuzován božský původ. Dvůr Ludvíka XVI. měl obrovskou spotřebu a vysoké dluhy. Aby měl na splátky, zvýšil stávající a zavedl speciální daně, například z komínů, šatů a oken. Daně platilo 97 % obyvatelstva, takzvaný třetí stav. Ten navíc platil desátky a clo.

## Galerie

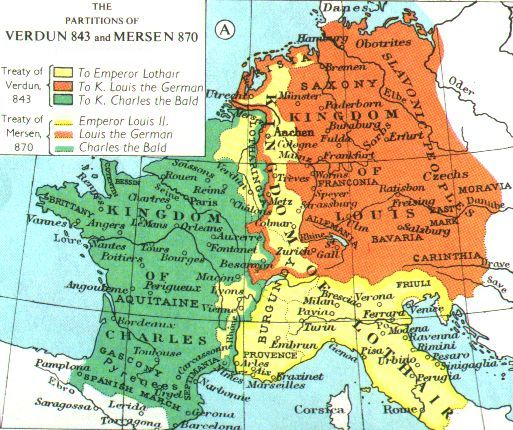
Rozdělení karolinské říše verdunskou smlouvou
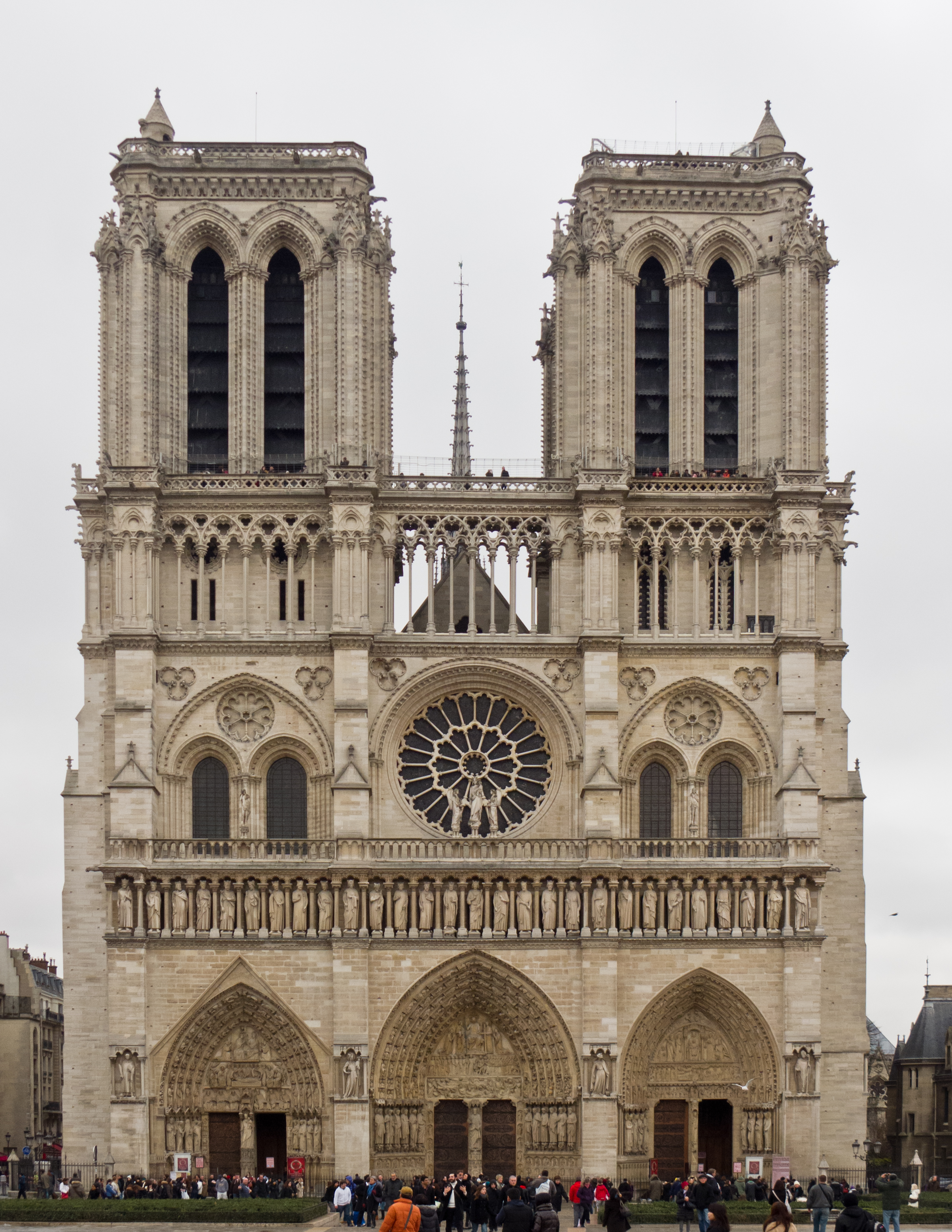
Gotická katedrála (zde: Notre Dame v Paříži), prominentní „exportní artikl“ rozvíjejícího se francouzského království
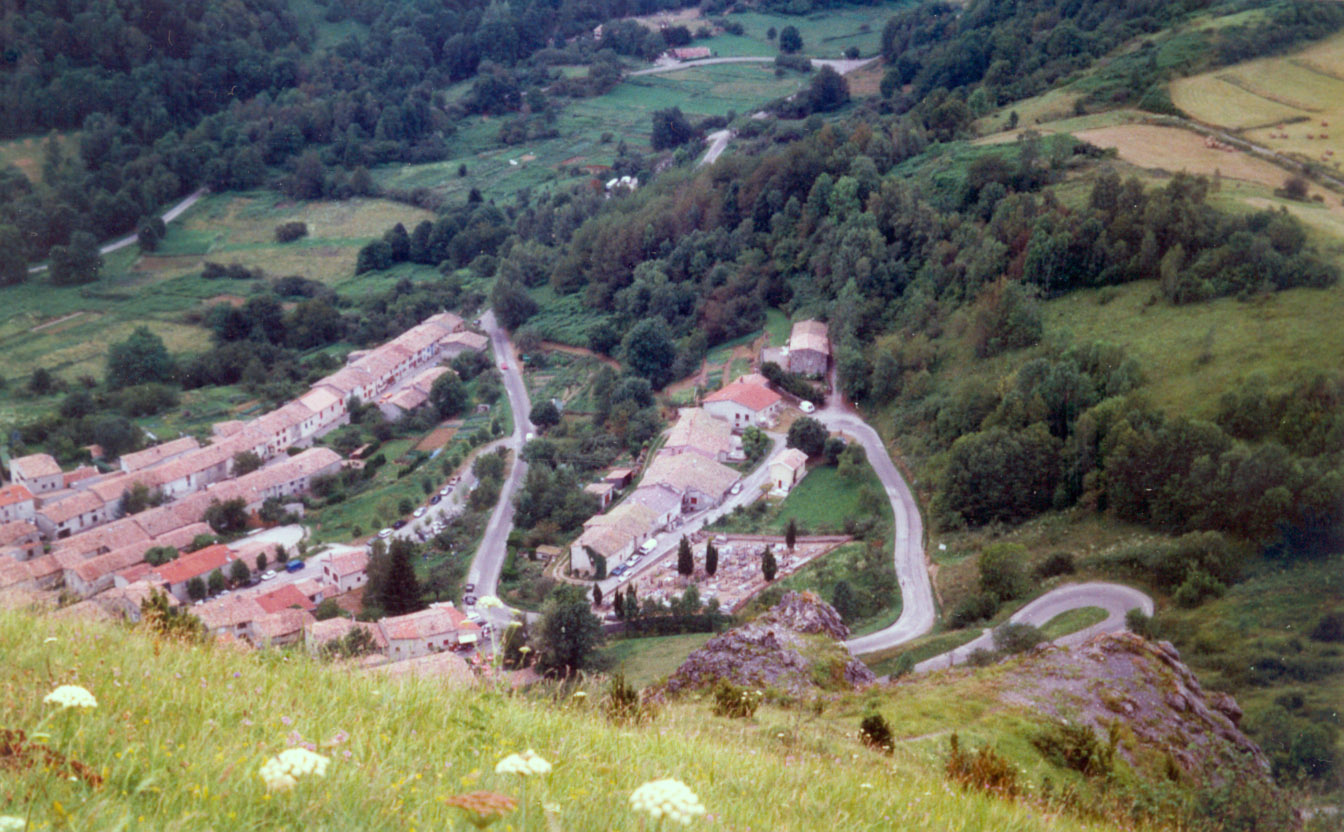
Montségur, poslední bašta katharů za albigenských válek (1209–29)
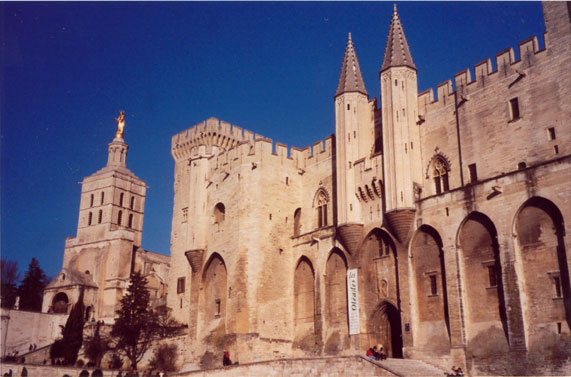
Papežský palác v Avignonu
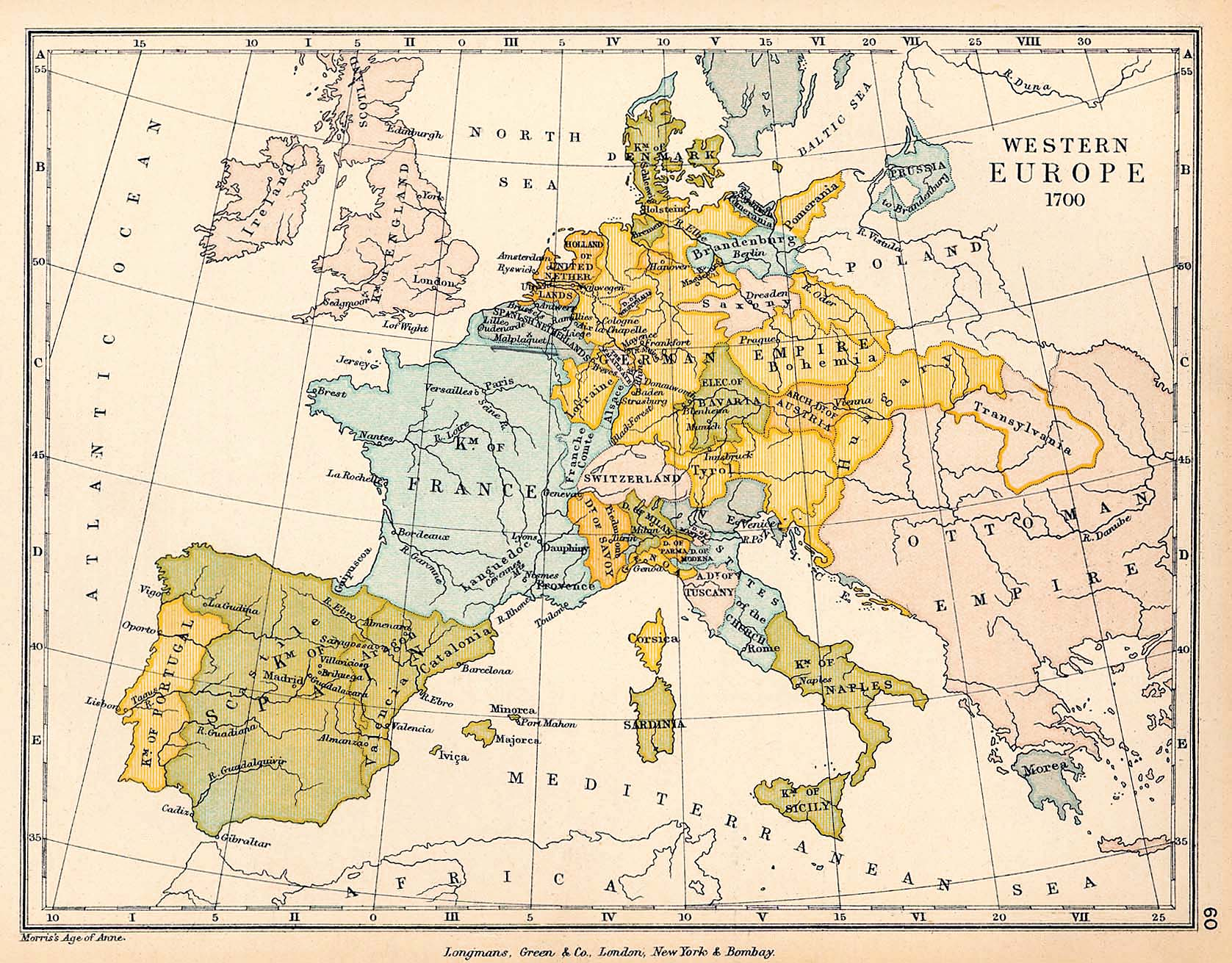
Francouzské království a Evropa na začátku 18. století

## Státní symbolika

střední a velké znaky království:
do 1285 (Kapetovci) 1328–1376
1305–1328 (Kapetovci, Francie a Navarra)
1328–1380 (Kapetovci)
1376–1515 (dynastie Valois)

1380–1422 (dynastie Valois)
1422–1461 (dynastie Valois)
1469–1515 (dynastie Valois)
1515–1578 (dynastie Valois)
1578–1790 (dynastie Valois)
1589–1790 velký znak Francie a Navarry
1815–1830 velký znak období Restaurace

heraldické prapory:
1124–1356 praporec Oriflamme Kapetovců
10.–12. století Kapetovci
12.–13. století Kapetovci
14.–16. století dynastie Valois
1365–1794 po hugenotské války, dynastie Valois
1638–1790 (design 1643) standarta Bourbonů po hugenotských válkách
jiná varianta bourbonské vlajky (design 1643)
1814–1830 (Restaurace)

ostatní vlajky:
1365–1792 1815–1830 alternativní Bourbonů
1814–1815 1815–1830 (Restaurace)
1365–1792 obchodní vlajka